# Eupithecia bistrigata
Eupithecia bistrigata là một loài bướm đêm trong họ Geometridae.